# Zé Paulo
José Paulo de Oliveira Pinto (sinh ngày 26 tháng 3 năm 1994), được biết đến với tên gọi Zé Paulo, là một cầu thủ bóng đá chuyên nghiệp người Brazil hiện đang thi đấu cho Hải Phòng tại V.League 1.

## Sự nghiệp câu lạc bộ
Anh có lần đầu tiên thi đấu chuyên nghiệp tại Campeonato Paulista cho câu lạc bộ Corinthians vào ngày 6 tháng 2 năm 2014 trong trận đấu gặp Bragantino.
Vào ngày 15 tháng 12 năm 2018, Zé Paulo ký hợp đồng với câu lạc bộ Leixões đến năm 2020.